# Strandmelde-associatie
De strandmelde-associatie (Atriplicetum littoralis) is een associatie uit het strandmelde-verbond (Atriplicion littoralis). Deze plantengemeenschap komt voor op vloedmerken bij enigszins beschutte standplaatsen in maritieme getijdenlandschappen.

## Fotogalerij

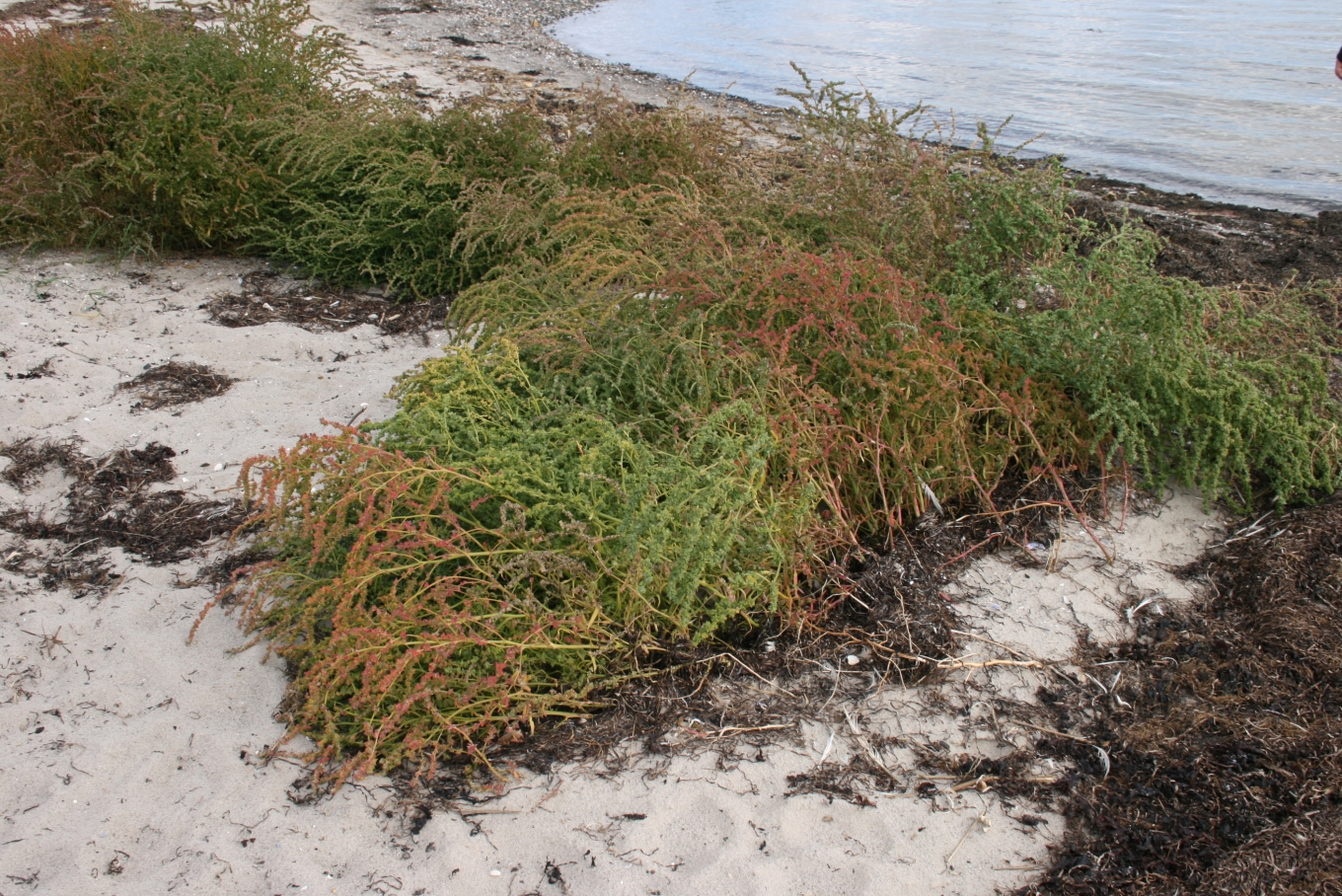

## Naamgeving en codering
- Syntaxoncode voor Nederland (rVvN): r23Aa01
- Natura2000-habitattypecode (EU-code): H2110

De wetenschappelijke naam Atriplicetum littoralis is afgeleid van de botanische naam van strandmelde (Atriplex littoralis), de belangrijkste kensoort van de associatie.

## Verspreiding
De strandmelde-associatie is bekend van de gehele Noordzeekust.